# Adriaen van der Werff

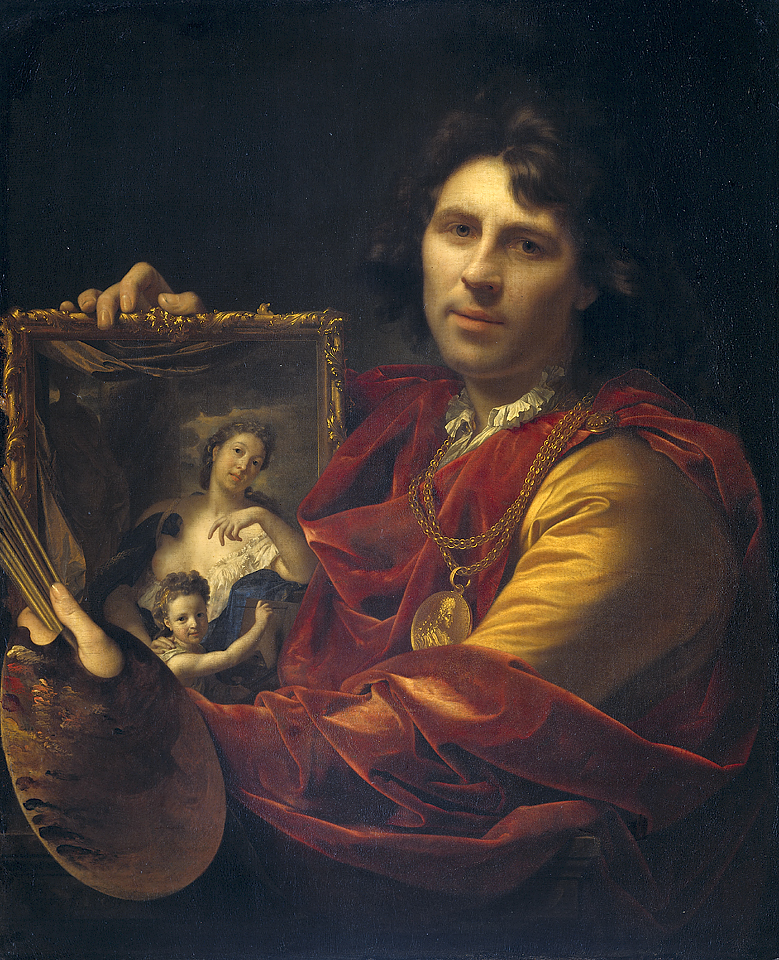
Självporträtt av Adriaen van der Werff, 1697.

Adriaen van der Werff, född 21 januari 1659, död 12 november 1722 i Rotterdam, var en holländsk konstnär. 
Adriaen van der Werff var lärjunge till C. Picolet och Eglon van der Neer. Han var även verksam som arkitekt. Van der Welff målade främst genrebilder samt bibliska och mytologiska motiv. Han hör till slutfasen av den holländska guldåldern, och målade främst scener med mytologiska och bibliska motiv. Han vann stor popularitet bland de furstliga hoven med sina bilder, men har senare inte ansetts nå upp i stilistiskt i klass med de tidigare mästarna.